# Cmentarz wojenny nr 349 – Dąbrówka Polska
Cmentarz wojenny nr 349 – Dąbrówka Polska  – austriacki cmentarz wojenny z okresu I wojny światowej wybudowany przez Oddział Grobów Wojennych C. i K. Komendantury Wojskowej w Krakowie na terenie jego okręgu X Limanowa.
Znajduje się w Dąbrówce Polskiej, obecnie osiedlu Nowego Sącza.
Zaprojektowany przez austriackiego architekta Gustawa Ludwiga jako cmentarz samodzielny. Pochowano na nim 52 żołnierzy austro-węgierskich i 1 rosyjskiego w 53 grobach pojedynczych. Cmentarz jest w bardzo dobrym stanie.

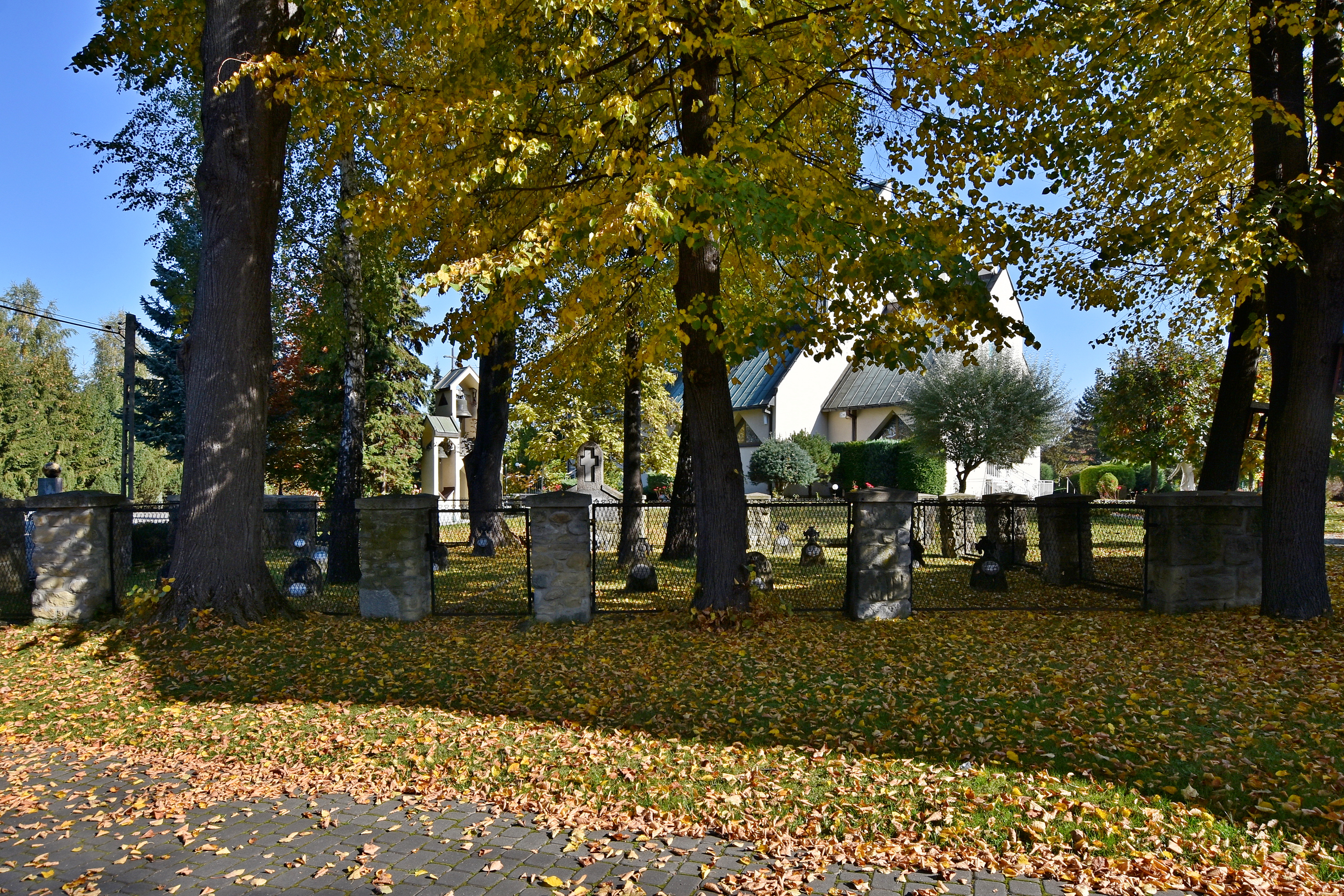
Widok ogólny
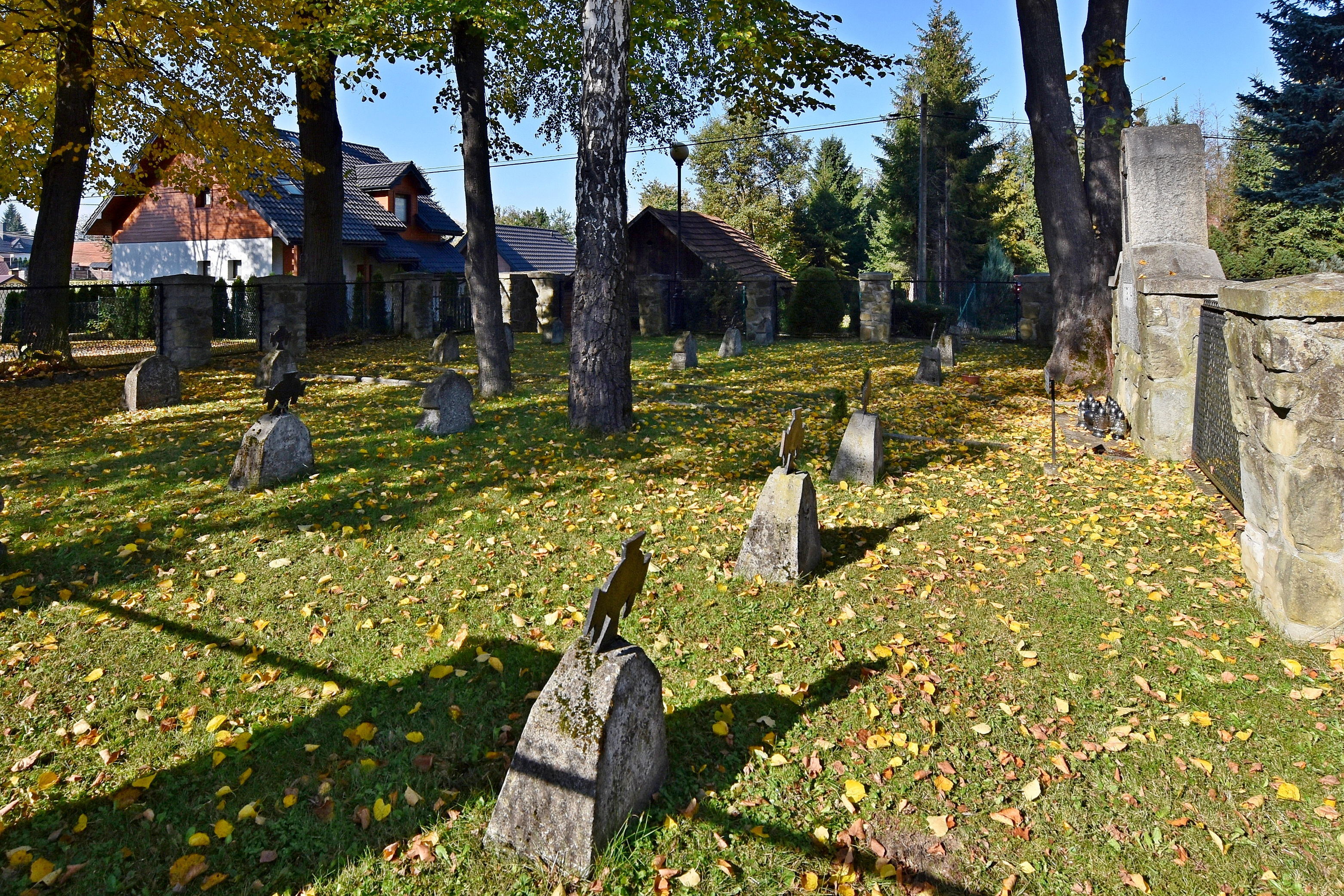
Fragment cmentarza
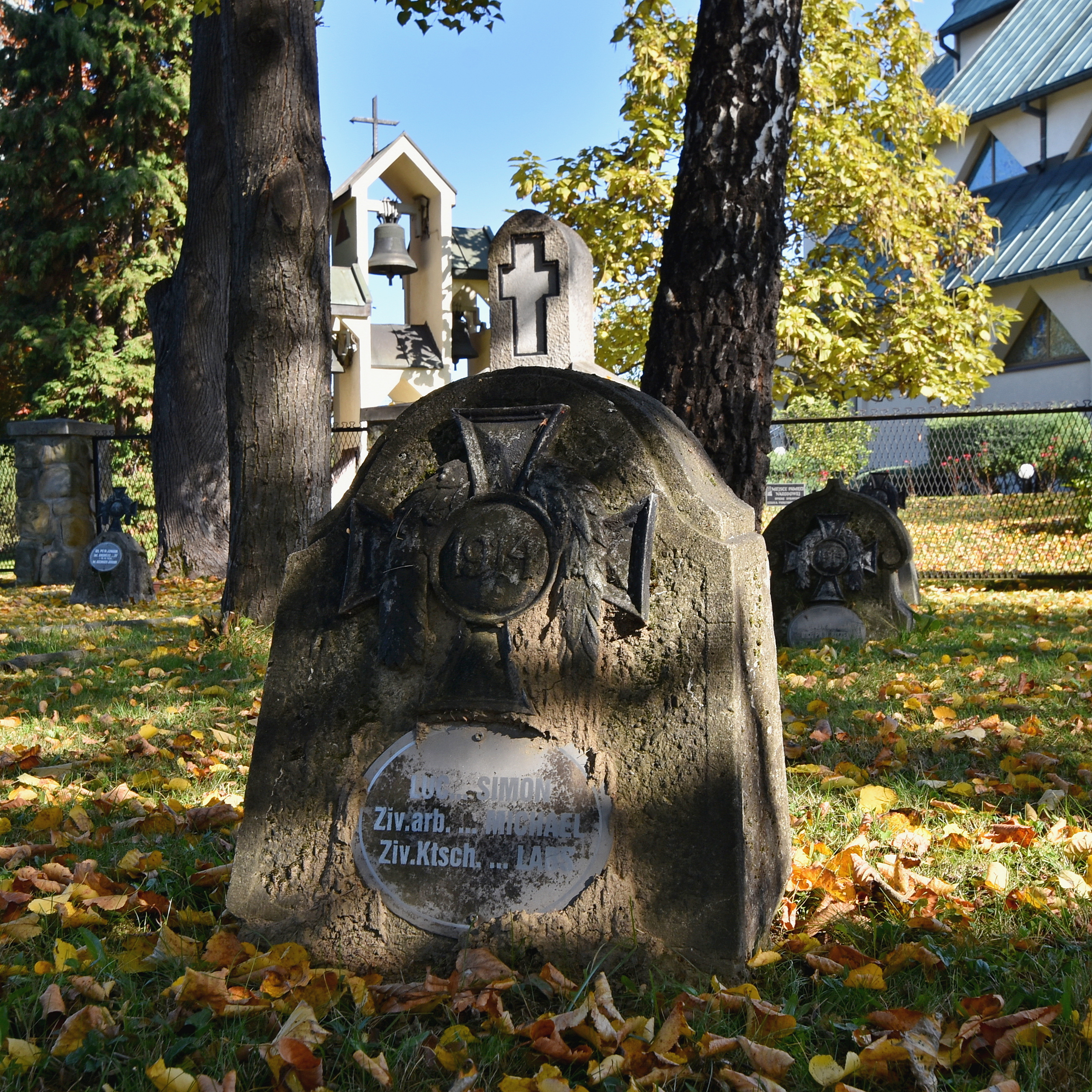
Nagrobek